# Senegal nos Jogos Olímpicos de Verão de 2024
Senegal participou dos Jogos Olímpicos de Verão de 2024, realizados em Paris, na França. Foi a 16.ª aparição consecutiva do país nos Jogos Olímpicos de Verão desde a estreia em Tóquio 1964.
Foi representado por onze atletas que competiram em sete esportes, mas nenhum conquistou medalhas.

## Competidores
Esta foi a participação por modalidade nesta edição:
| Esporte       | Masculino | Feminino | Total |
| ------------- | --------- | -------- | ----- |
| Atletismo     | 2         | 1        | 3     |
| Canoagem      | 1         | 1        | 2     |
| Esgrima       | 0         | 1        | 1     |
| Judô          | 1         | 0        | 1     |
| Natação       | 1         | 1        | 2     |
| Taekwondo     | 1         | 0        | 1     |
| Tênis de mesa | 1         | 0        | 1     |
| Total         | 7         | 4        | 11    |

## Desempenho

### Atletismo
- Q = Qualificado para a próxima fase
- q = Qualificado para a próxima fase como o perdedor mais rápido ou, em eventos de campo, pela posição sem atingir o alvo para qualificação
- N/A = Fase não aplicável para o evento
- Bye = Atleta não precisou disputar aquela fase

Masculino
Eventos de pista
| Atleta               | Evento              | Baterias | Baterias | Repescagem | Repescagem | Semifinal | Semifinal | Final       | Final       | Ref.              |
| Atleta               | Evento              | Tempo    | Pos.     | Tempo      | Pos.       | Tempo     | Pos.      | Tempo       | Pos.        | Ref.              |
| -------------------- | ------------------- | -------- | -------- | ---------- | ---------- | --------- | --------- | ----------- | ----------- | ----------------- |
| Cheikh Tidiane Diouf | 400 m               | 45.59    | 5        | 45.03      | 2 q        | 44.94     | 6         | Não avançou | Não avançou | [ 5 ] [ 6 ] [ 7 ] |
| Louis François Mendy | 110 m com barreiras | 13:31    | 1 Q      | Bye        | Bye        | 13.34     | 3         | Não avançou | Não avançou | [ 8 ]             |

Feminino
Eventos de campo
| Atleta    | Evento       | Qualificação | Qualificação | Final       | Final       | Ref.  |
| Atleta    | Evento       | Marca        | Pos.         | Marca       | Pos.        | Ref.  |
| --------- | ------------ | ------------ | ------------ | ----------- | ----------- | ----- |
| Saly Sarr | Salto triplo | 13.96        | 17           | Não avançou | Não avançou | [ 9 ] |

### Canoagem

#### Slalom
Masculino
| Atleta       | Evento | Preliminar | Preliminar | Preliminar | Preliminar | Preliminar | Preliminar | Semifinal   | Semifinal   | Final       | Final       | Ref.   |
| Atleta       | Evento | Descida 1  | Pos.       | Descida 2  | Pos.       | Melhor     | Pos.       | Tempo       | Pos.        | Tempo       | Pos.        | Ref.   |
| ------------ | ------ | ---------- | ---------- | ---------- | ---------- | ---------- | ---------- | ----------- | ----------- | ----------- | ----------- | ------ |
| Yves Bourhis | C-1    | 94.68      | 9          | 92.14      | 2          | 92.14      | 5          | 99.51       | 9           | 145.78      | 12          | [ 10 ] |
| Yves Bourhis | K-1    | 150.11     | 24         | 97.85      | 18         | 97.85      | 22         | Não avançou | Não avançou | Não avançou | Não avançou | [ 10 ] |

Caiaque cross
| Atleta       | Evento    | Tomada de tempo | Tomada de tempo | Primeira rodada | Repescagem | Baterias | Quartas     | Semifinal   | Final       | Pos. | Ref.   |
| Atleta       | Evento    | Tempo           | Pos.            | Posição         | Posição    | Posição  | Posição     | Posição     | Posição     | Pos. | Ref.   |
| ------------ | --------- | --------------- | --------------- | --------------- | ---------- | -------- | ----------- | ----------- | ----------- | ---- | ------ |
| Yves Bourhis | Masculino | 78.15           | 31              | 2 Q             | Bye        | 3        | Não avançou | Não avançou | Não avançou | 19   | [ 10 ] |

#### Velocidade
Feminino
| Atleta     | Evento    | Eliminatórias | Eliminatórias | Quartas | Quartas | Semifinal   | Semifinal   | Final       | Final       | Ref.   |
| Atleta     | Evento    | Tempo         | Pos.          | Tempo   | Pos.    | Tempo       | Pos.        | Tempo       | Pos.        | Ref.   |
| ---------- | --------- | ------------- | ------------- | ------- | ------- | ----------- | ----------- | ----------- | ----------- | ------ |
| Combe Seck | C-1 200 m | 54.76         | 7             | 53.82   | 7       | Não avançou | Não avançou | Não avançou | Não avançou | [ 11 ] |

### Esgrima
Feminino
| Atleta              | Evento | Fase de 64            | Fase de 32           | Oitavas de final     | Quartas de final     | Semifinal            | Final                | Final       | Ref.   |
| Atleta              | Evento | Adversário Resultado  | Adversário Resultado | Adversário Resultado | Adversário Resultado | Adversário Resultado | Adversário Resultado | Pos.        | Ref.   |
| ------------------- | ------ | --------------------- | -------------------- | -------------------- | -------------------- | -------------------- | -------------------- | ----------- | ------ |
| Ndèye Binta Diongue | Espada | EGY A Hussein D 14–15 | Não avançou          | Não avançou          | Não avançou          | Não avançou          | Não avançou          | Não avançou | [ 12 ] |

### Judô
Masculino
| Atleta          | Evento         | Primeira fase        | Oitavas                   | Quartas              | Semifinais           | Repescagem           | Final / DB           | Final / DB | Ref.   |
| Atleta          | Evento         | Adversário Resultado | Adversário Resultado      | Adversário Resultado | Adversário Resultado | Adversário Resultado | Adversário Resultado | Pos.       | Ref.   |
| --------------- | -------------- | -------------------- | ------------------------- | -------------------- | -------------------- | -------------------- | -------------------- | ---------- | ------ |
| Mbagnick Ndiaye | Mais de 100 kg | GBS B Mane V 10–00   | GEO G Tushishvili D 00–10 | Não avançou          | Não avançou          | Não avançou          | Não avançou          | =9         | [ 13 ] |

### Natação
Masculino
| Atleta        | Evento      | Eliminatórias | Eliminatórias | Semifinal   | Semifinal   | Final       | Final       | Ref.   |
| Atleta        | Evento      | Tempo         | Pos.          | Tempo       | Pos.        | Tempo       | Pos.        | Ref.   |
| ------------- | ----------- | ------------- | ------------- | ----------- | ----------- | ----------- | ----------- | ------ |
| Matthieu Seye | 100 m livre | 50.84         | 51            | Não avançou | Não avançou | Não avançou | Não avançou | [ 14 ] |

Feminino
| Atleta    | Evento          | Eliminatórias | Eliminatórias | Semifinal   | Semifinal   | Final       | Final       | Ref.   |
| Atleta    | Evento          | Tempo         | Pos.          | Tempo       | Pos.        | Tempo       | Pos.        | Ref.   |
| --------- | --------------- | ------------- | ------------- | ----------- | ----------- | ----------- | ----------- | ------ |
| Oumy Diop | 100 m borboleta | 1:01.82       | 27            | Não avançou | Não avançou | Não avançou | Não avançou | [ 15 ] |

### Taekwondo
Masculino
| Atleta      | Evento    | Preliminar           | Oitavas              | Quartas              | Semifinais           | Repescagem           | Final / DB           | Final / DB  | Ref.   |
| Atleta      | Evento    | Adversário Resultado | Adversário Resultado | Adversário Resultado | Adversário Resultado | Adversário Resultado | Adversário Resultado | Pos.        | Ref.   |
| ----------- | --------- | -------------------- | -------------------- | -------------------- | -------------------- | -------------------- | -------------------- | ----------- | ------ |
| Boucar Diop | Até 58 kg | SRB L Korneev D 0–2  | Não avançou          | Não avançou          | Não avançou          | Não avançou          | Não avançou          | Não avançou | [ 16 ] |

### Tênis de mesa
Masculino
| Atleta        | Evento  | Preliminar           | Primeira rodada      | Segunda rodada       | Oitavas de final     | Quartas de final     | Semifinal            | Final                | Final       | Ref.   |
| Atleta        | Evento  | Adversário Resultado | Adversário Resultado | Adversário Resultado | Adversário Resultado | Adversário Resultado | Adversário Resultado | Adversário Resultado | Pos.        | Ref.   |
| ------------- | ------- | -------------------- | -------------------- | -------------------- | -------------------- | -------------------- | -------------------- | -------------------- | ----------- | ------ |
| Ibrahima Diaw | Simples | NEP S Shrestha V 4–0 | HKG Wong C-t D 3–4   | Não avançou          | Não avançou          | Não avançou          | Não avançou          | Não avançou          | Não avançou | [ 17 ] |